# Myxothyrium leptideum
Myxothyrium leptideum är en svampart som först beskrevs av Elias Fries, och fick sitt nu gällande namn av Bubák & Kabát 1915. Myxothyrium leptideum ingår i släktet Myxothyrium, divisionen sporsäcksvampar och riket svampar.   Inga underarter finns listade i Catalogue of Life.